# Pegging

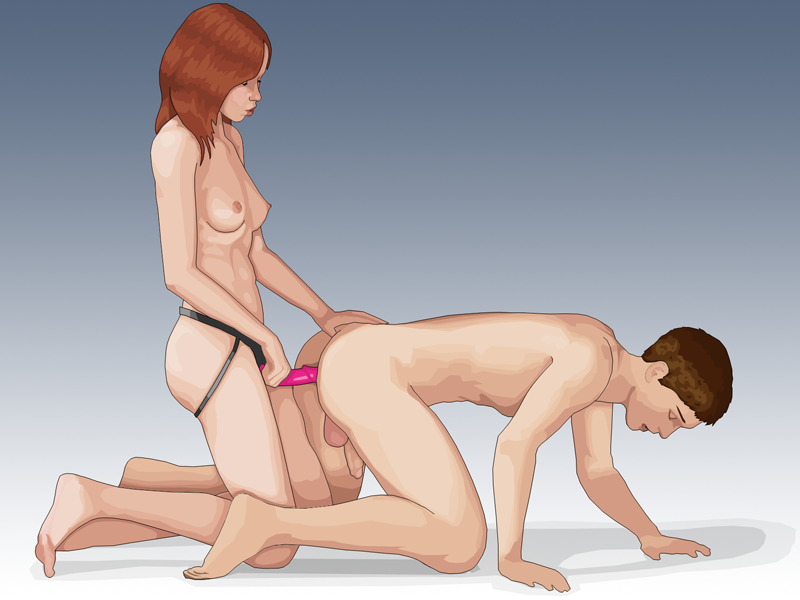
Tekening van een vrouw met een voorbinddildo die voornemens is een man te peggen

Pegging is een seksuele handeling waarbij de ene partner de anus van de andere sekspartner penetreert met een voorbinddildo, een vastgebonden dildo of vibrator.

## Etymologie
Het woord is in 2001 ontstaan via een door de Amerikaanse seksadviescolumnist Dan Savage uitgeschreven wedstrijd, in zijn column 'Savage Love' bij het in Seattle gevestigde undergroundblad 'The Stranger', nadat zijn lezers hadden geconstateerd dat er nog geen gangbare naam bestond voor deze praktijk. De noodzaak voor een naam werd volgens Dan Savage duidelijk door het grote aantal brieven van lezers dat hij kreeg over deze kwestie. Deze inzenders hielden zich bezig met de betreffende seksuele daad, of waren er benieuwd naar en vroegen zich bijvoorbeeld af of het beoefenen van deze praktijk vraagtekens zou plaatsen bij hun vermeende geaardheid.
In Nederland is de term 'pegging', in tegenstelling tot de Verenigde Staten, niet wijdverbreid.